# Casa Rull
La Casa Rull és un edifici modernista de l'arquitecte Lluís Domènech i Montaner de la ciutat de Reus, Baix Camp. L'edifici és al carrer de Sant Joan número 27 i és propietat de l'Ajuntament de Reus, on hi té la seu l'Institut Municipal Reus Cultura .

## Arquitectura
L'edifici s'annexa amb la casa Gasull, obra modernista del mateix arquitecte feta el 1911. De les tres façanes, dues donen al jardí de la finca i la tercera dona al carrer de Sant Joan. Té planta rectangular i consta de planta baixa i dos pisos. Considerada en el seu conjunt, s'inscriu dins el corrent modernista neomedieval, els trets del qual esdevenen una constant en l'obra de Domènech i Montaner.

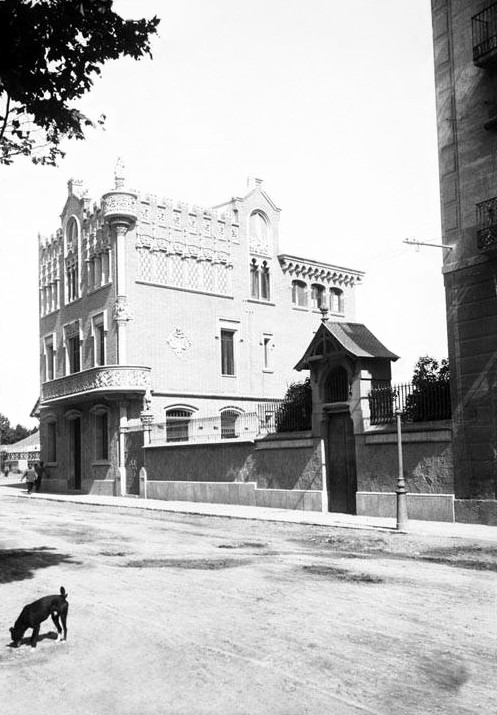
La casa Rull entre 1900 i 1910

La façana principal presenta una distribució simètrica, trencada únicament per un balcó de pedra amb decoració floral sinuosa, molt utilitzada en altres obres de l'arquitecte, que en recorre parcialment el primer pis i forma un angle arrodonit al xamfrà de la façana lateral.
La planta baixa té una decoració molt simple. La porta d'accés centrada, es completa amb una finestra a cada banda; les tres obertures són d'arc molt rebaixat, i es troben emmarcades per un guardapols.
La primera planta repeteix els tres buits amb guardapols, però de línies rectes. A més a més, la motllura central té uns motius escultòrics florals amb un escut central.
El segon pis, per bé que manté les tres obertures de les altres plantes, les transforma en finestres tripartides dividides per columnes. Les columnes de les finestres laterals acaben en pinacles ornats amb motius florals; la finestra central és inserida en una fornícula de grans dimensions, però de poca profunditat on figuren les inicials «P. R.», que flanquegen una ploma. Aquestes lletres fan referència a les inicials del propietari de l'edifici, Pere Rull, i fa una al·lusió, amb la ploma, al seu ofici de notari.
La façana lateral i posterior segueix una composició similar a la primera, tot i que els motius decoratius són diferents. Hi ha un cert trencament de la simetria a la façana lateral (perpendicular al carrer de Sant Joan), a fi d'unificar el conjunt exterior enllaçant la façana principal amb la posterior, més senzilla. Com a element d'unió de les façanes secundàries és interessant la balconada que les recorre, amb barana de pedra a la façana principal i de ferro forjat a les altres dues, que repeteixen el tema decoratiu floral de la principal, amb les línies coup de fouet pròpies de l'Art Nouveau internacional.
Altres elements remarcables de la casa Rull són el jardí, que envolta la part lateral i posterior. La columna exempta que recorre l'angle format per la façana principal i la lateral, que fa de brancal a la porta del jardí, travessa el balcó del primer pis i serveix de suport a un petit balcó arrodonit situat al nivell de la teulada.
El coronament de l'edifici es fa de dues maneres: a la façana principal i a la meitat contigua de la lateral, amb merlets de regust medieval; a la resta de la façana lateral i a la posterior, amb cornisa damunt permòdols.

## Història
La Casa Rull va ser projectada l'any 1900 per l'arquitecte Lluís Domènech i Muntaner per encàrrec del notari de Reus, Pere Rull Trilla. Rull coneixia l'arquitecte perquè era soci fundador de l'Institut Pere Mata i ideològicament eren al voltant de la Unió Catalanista. Va ser habitatge particular fins que l'any 1925 va ser llegada a l'Ajuntament de Reus perquè fos utilitzada com a equipament cultural. Va acollir el primer museu municipal i l'arxiu històric, durant molts anys. Actualment, l'edifici és la seu de la Regidoria de Cultura. L'any 1996 va ser restaurada per l'arquitecte Joan Figuerola.